# Maria Jastrzębska (poetka)
Maria Jastrzębska (ur. 28 marca 1953 w Warszawie) – anglojęzyczna poetka, tłumaczka, dramatopisarka, redaktorka i animatorka kultury polskiego pochodzenia.

## Życiorys
Urodziła się 28 marca 1953 w Warszawie, w 1957, jako czteroletnie dziecko wyemigrowała na stałe z rodziną do Londynu, w latach 1973–76 studiowała psychologię w School of Cultural and Community Studies w Susseksie. Prowadziła warsztaty kreatywnego pisania, m.in. dla Grupy Literackiej KaMPe przy Związku Pisarzy Polskich Na Obczyźnie. Autorka jest założycielką stowarzyszeń internetowych South Pole artist’s, Allsorts Youth Project. Była współredaktorką wielu poetyckich antologii m.in.: Forum Polek — Polish Women’s Forum, Poetry South oraz Whoosh!— Queer Writing South Anthology. Od kilkunastu lat mieszka w Brighton.

## Twórczość
Autorka sześciu książek poetyckich i dramatu. Przetłumaczyła na język angielski wraz z Aną Jelnikar wybór poezji słoweńskiego pisarza Iztoka Osojnika Elsewhere (Pighog Press, 2011). Jej utwory ukazywały się w licznych pismach literackich takich jak: Ambit, Ariadne's Thread, Artemis, Brand, Cyphers, Dans La Lune, Lumooja, Modern Poetry in Translation, Molossos, North, Obsessed with Pipework, Pamiętnik Literacki, Poetry International, Poetry Review, Poetry Wales, Poetry International Web, The Interpreters House, The Rialto, Shadowtrain, Shearsman,Smiths Knoll Staple, Soundings Journal of Politics and Culture, Slovenia, Dans la Lune - Francja, Lumooja, Kirjailija - Finlandia, Timpul, Caiete Internationale de Poezie - Romania) i w wielu antologiach. Jej sztuka literacka Dementia Diaries - Dziennik Demencji była wystawiana na deskach brytyjskich teatrów, m.in. w Edynburgu, Cardiffie, Londynie, Brighton, Southampton. W 2012 roku w ramach projektu Pomiędzy dwoma światami. Poezja i przekład. Between Two Worlds. Poetry and Translation Biblioteka Brytyjska przygotowała dla archiwum nagrania kilkunastu wierszy poetki. Jej wiesze były tłumaczone na języki: polski, francuski, fiński, słoweński.

## Publikacje
Poezja
- Postcards From Poland, Working Press 1991
- Home from Home, Flarestack 2002
- Syrena, Redbeck Press 2004
- I'll Be Back Before You Know It, Pighog Press 2009
- Everyday Angels, Waterloo Press 2009
- At The Library of Memories[15][16] Waterloo Press 2013
- Cedry z Walpole Park, K.I.T. Stowarzyszenie Żywych Poetów, V Tom Serii „Faktoria Poezji”, 2015 ISBN 978-83-61381-94-5

Dramat
- Dementia Diaries, 2011

Przekłady
- Iztok Osojnik, Elsewhere, przełożyła Maria Jastrzębska i Ana Jelnikar, Pighog Press, 2011

Antologie
- The New British Poetry, Paladin 1988
- The Virago Book of Wicked Verse, Virago 1992
- As Girls Could Boast, The Oscars Press, 1994
- Not for the Academy, Onlywomen Press, 1999
- Parents, Enitharmon, 2000
- An Anthology of Poems by Women Writers Enitharmon 2000
- Images of Women, Arrowhead, 2006
- See How I Land - Oxford Poets & Refugees, Heaven Tree Press 2009
- Telling Tales About Dementia, Jessica Kingsley Publishers 2009
- Warsaw Tales, New Europe Writers, 2009
- Poetry South East, Frogmore Press, 2010
- This Island City, Spinnaker Press, 2010
- This line Is Not For Turning — British Prose Poetry, Cinnamon Press 2011
- Collective Brightness - LGBTIQ Poets on Faith, Religion & Spirituality, Sibling Rivalry Press, 2011
- Not Only The Dark, Wordaid, 2011,
- Languages of Colour, Frogmore Press, 2012
- Running Before The Wind, Grey Hen Press 2013
- This Assignment Is So Gay, Sibling Rivalry Press, U.S.A, 2013